# 2009 DD45
2009 DD45 è un meteoroide Apollo del Sistema solare che il 2 marzo 2009 alle 13:44 UTC è transitato a circa 72.000 km dalla Terra (circa 1/5 della distanza lunare). L'asteroide è stato scoperto il 27 febbraio 2009 nel corso del Siding Spring Survey, un programma per la ricerca di oggetti near-Earth gestito dall'Osservatorio di Siding Spring, in Australia.
2009 DD45 è transitato ad una distanza dieci volte maggiore del meteoroide 2004 FU162 di 6 m di diametro, che il 31 marzo 2004 è transitato a 6400 km dalla superficie terrestre. Se avesse colpito la superficie del nostro pianeta, avrebbe potuto generare un'esplosione equivalente ad un migliaio di bombe atomiche. Infatti è stato stimato che l'oggetto fosse di circa 40 m di diametro, confrontabili con quelle di 2004 FH. Alcuni studiosi ritengono che un oggetto di simili dimensioni sia stato all'origine dell'evento di Tunguska nel 1908.
Secondo altre stime, proposte da alcuni studiosi dell'Osservatorio di Mauna Kea, il meteoroide potrebbe avere un diametro di 19 ± 4 m. Questo dato è stato estrapolato interpretando la misurazione della luminosità massima raggiunta dall'oggetto con un valore per l'albedo caratteristico per un asteroide near-Earth di tipo S, pari a 0,36.
Scoperto come un oggetto della 19ª magnitudine, durante il massimo avvicinamento ha raggiunto per qualche ora magnitudini superiori alla 13ª. È stato stimato che nel momento di massimo potrebbe aver raggiunto una luminosità confrontabile con una stella di magnitudine 10,5.
Alcuni studiosi hanno osservato che l'orbita percorsa dal meteoroide potrebbe portarlo in futuro ad avvicinarsi al nostro pianeta, costituendo un potenziale pericolo. In effetti, l'orbita calcolata ha permesso di stimare che l'oggetto era già passato nelle vicinanze del nostro pianeta il 1º marzo 1948, sebbene ad una distanza dieci volte maggiore, 758.0000 km, pari a circa 2 volte la distanza lunare.